# Cryptolestes capensis
Cryptolestes capensis är en skalbaggsart som först beskrevs av Joseph Waltl 1834.  Cryptolestes capensis ingår i släktet Cryptolestes och familjen ritsplattbaggar. Arten har ej påträffats i Sverige. Inga underarter finns listade i Catalogue of Life.